# Hawa Al-Tagtaga
Hawa al-Tagtaga conocida también como Hawa Jah Elrasool, (en árabe: حواء جاه الرسول‎    ) (Er Rahad, 1 de enero de 1926 - Omdurman, 10 de diciembre de 2012) fue una cantante, compositora y activista sudanesa especialmente implicada en la lucha contra el colonialismo británico. 

## Biografía
Al-Tagtaga nació en 1926 en El-Rahad, distrito de Abu-Dakna, en el estado de Kordufan . Su padre era sufí y su madre poetisa. Desde muy joven quería ser cantante, pero su familia se opuso  y la casó con un primo, de quien luego se divorció para seguir su carrera en la música. Se mudó a Jartum a los catorce años y poco después de su llegada, era muy solicitada en las bodas para cantar.  Amplió su trabajo como ghanaya, la mujer responsable de preparar a una novia para el matrimonio, incluyendo enseñar a la novia a bailar, bañarla y masajearla y transmitirle información sobre las relaciones sexuales.  Durante la Segunda Guerra Mundial, cantó para entretener a los soldados sudaneses.  Hay dos rumores sobre por qué cambió su nombre: uno que las autoridades británicas le dieron el apodo cuando se manifestaba en cada ciudad importante; el otro que su voz se asemeja a un tipo específico de palmera.  

### Activismo político
Al-Tagtaga se unió a la lucha popular contra el colonialismo británico y fue famosa en todo Sudán por su activismo político y su canto. Era miembro del Partido de los Hermanos, dirigido por Ismail Al-Azari . Fue arrestada por el gobierno británico en varias ocasiones, además de recibir un disparo cuando Al-Azari levantó la nueva bandera sudanesa. Junto con Hasan Khalifa al-Atbarawi, fue arrestada en la víspera de la revolución en 1956 por cantar canciones nacionalistas en el Teatro del Trabajo en Atbara y encarcelada durante tres meses. Las tropas británicas golpearon sus dientes delanteros mientras participaba en una manifestación con la esposa del revolucionario sudanés Ali Abdel Latif .  
Después de la elección de Al-Azari, Al-Tagtaga escribió una nueva canción alabando su sabiduría y educación, pero también burlándose de aquellos que ahora lamentaron no unirse a su movimiento: 
"Los que lo denunciaron se arrepintieron / Usted ganó las elecciones estatales / Dios bendiga sus ideas y pensamientos / Que representan su conocimiento y sabiduría / Ha ganado hábilmente nuestra independencia / del país más grande [Inglaterra]" 

### Carrera musical
Cantó para numerosas personas famosas, entre ellas para Yasser Arafat, en la boda del rey Faruk de Egipto y Narriman Sadek . En años posteriores, Al-Tagtaga fue grabada cantando en el programa de televisión Nombres en nuestras vidas.  Fue una exponente del importante papel que la televisión y la radio podrían desempeñar en la vida de las personas, particularmente en la reducción de brechas entre generaciones.
Al-Tagtaga vivió su vida en Omdurman, pero nunca se volvió a casar eligiendo su vida como cantante. Como una de las últimas sobrevivientes de la revolución, se convirtió en portavoz de ella, presentando programas de televisión y recibiendo honores de Omar al-Bashir . Murió a los 86 años, el 12 de diciembre de 2012.

## Legado

Bandera de Sudán (1956–1970)

Al-Tagtaga era una figura bien conocida, y era fácilmente reconocible ya que a menudo llevaba un tobe (similar a un sari ) en los colores verde, amarillo y azul, que eran los colores de la antigua bandera de Sudán. La bandera se usó de 1956 a 1970, pero tuvo un reciente aumento en popularidad en las redes sociales en la revolución de 2019, con el sentimiento popular de querer una nueva y más representativa bandera para el país.
La mezcla de canciones y protestas políticas de Al-Tagtaga ha inspirado a las nuevas generaciones de mujeres en Sudán, recientemente la activista por los derechos civiles Alaa Salah recitó poesía frente a una multitud de manifestantes en Sudán. Este es un nuevo capítulo en una larga tradición de mujeres sudanesas que cantan poemas de alabanza y lamento para impulsar la moral, honrar a los muertos o desafiar a los gobernantes. Hoy, muchas mujeres en Sudán ven a Al-Tagtaga como un ícono feminista en su país. Hay más mujeres "Hawa's Babes" que la siguen y que interpretan canciones y bailes tradicionales en televisión.